# Борги, Алессандро
Алесса́ндро Бо́рги (итал. Alessandro Borghi; род. 16 сентября 1986, Рим, Италия) — итальянский актер.

## Биография
Родился 19 сентября 1986 года в Риме. С 2005 по 2007 год работал в кино каскадером, потом начал сниматься в небольших ролях в телесериалах, в том числе таких известных как «Комиссар Рекс».
В 2011 году дебютировал в полнометражном кино с фильмом «Пять». Затем он получил главную роль в ленте «Криминальный Рим». Позже Алессандро снялся в фильмах «Субура» и «Не будь злым». С последним, представленным вне конкурса на 72-м Венецианском международном кинофестивале, он выиграл премию NuovoImaie Talent как лучший итальянский актерский дебют и был номинирован как лучший актер на итальянскую национальную кинопремию «Давид ди Донателло».
В 2016 году Алессандро Борги сыграл роль певца Луиджи Тенко во французской биографической драме режиссера Лизы Алуелос «Любовь и страсть. Далида», основанной на жизни легендарной певицы и актрисы Далиды.
В 2017 году на экраны вышел фильм Паоло Дженовезе «Место встречи», где Алессандро Борги сыграл одну из ведущих ролей. Лента рассказывает о таинственного незнакомца, который выполняет любые желания людей, но только после того, как те выполнят его ужасные задачи. Партнерами Борги на площадке стали Валерио Мастандреа, Марко Джаллини и Альба Рорвахер. 
В этом же году актер снялся совместно с Джованной Меццоджорно в фильме Ферзана Озпетека «Неаполь под пеленой» и в драме Серджио Кастеллитто «Везучая», которая принимала участие в программе секции «Особый взгляд» 70-го Каннского международного кинофестиваля.
В 2018 году Алессандро Борги был номинирован сразу в двух категориях на премию «Давид ди Донателло»: как лучший актер за роль в фильме «Неаполь под пеленой» и как лучший актер второго плана в ленте «Везучая».